# Lanice conchilega
Lanice conchilega är en ringmaskart som beskrevs av Peter Simon Pallas 1766. Lanice conchilega ingår i släktet Lanice och familjen Terebellidae. Arten är reproducerande i Sverige. Inga underarter finns listade i Catalogue of Life.

## Bildgalleri

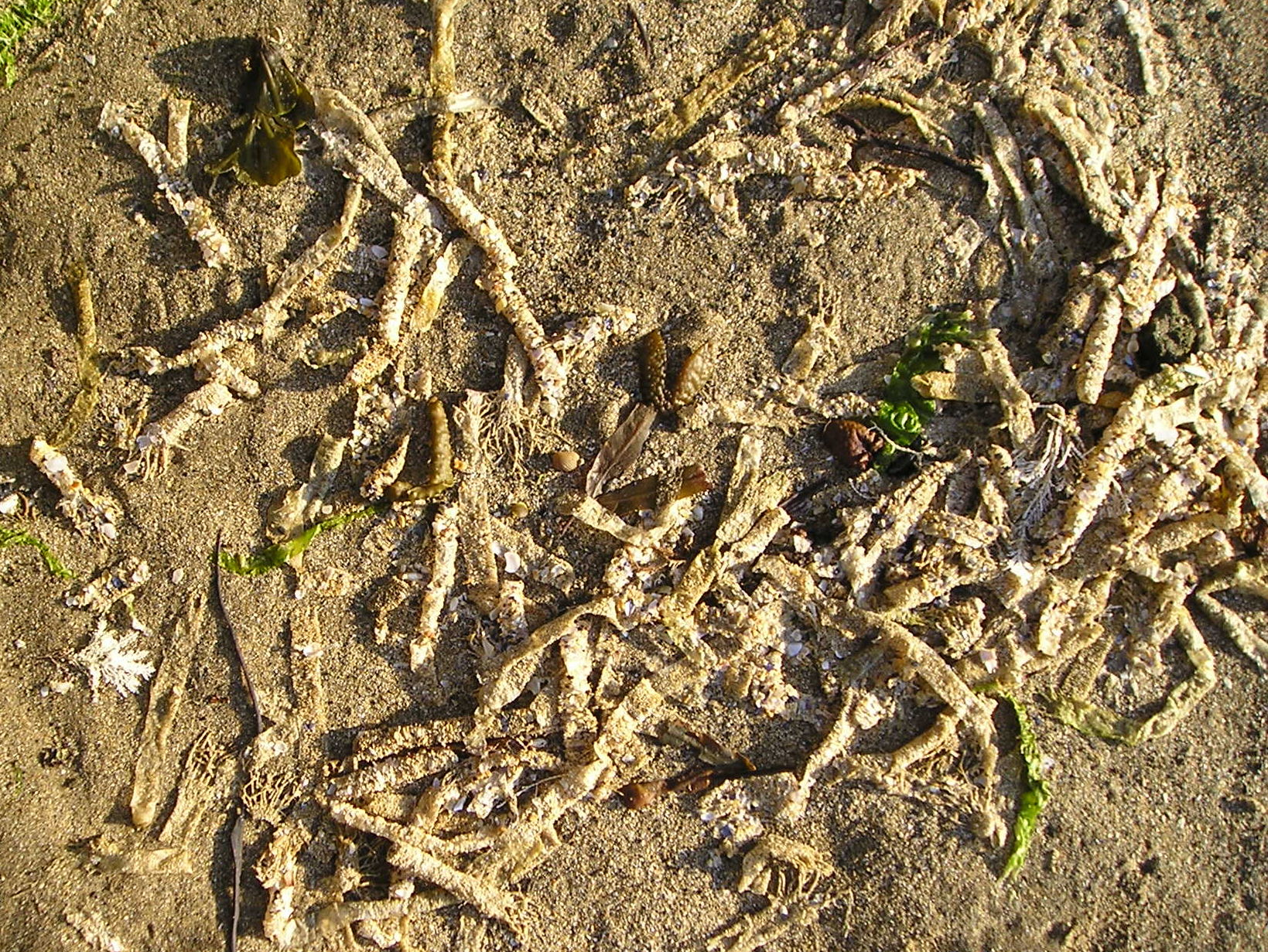